# Joaquín Capilla
Joaquín Capilla, né le 23 décembre 1928 à Mexico et mort le 8 mai 2010 dans la même ville, est un plongeur mexicain.

## Palmarès

### Jeux olympiques
- Londres 1948
  -  Médaille de bronze en plateforme 10 mètres.
- Helsinki 1952
  -  Médaille d'argent en plateforme 10 mètres.
- Melbourne 1956
  -  Médaille d'or en plateforme 10 mètres.
  -  Médaille de bronze en tremplin 3 mètres[1].